# Engelsstaub (Band)
Engelsstaub ist eine deutsche Dark-Wave-Formation aus Kassel.

## Geschichte
Gegründet wurde die Band 1992 ursprünglich als Soloprojekt von Mark Hofmann, der zuvor Mitglied der Band Les Fleurs Du Mal war.

Der Name der Band leitet sich vom englischen Wort „angeldust“ ab, welches eine umgangssprachliche Bezeichnung für die Designerdroge Phencyclidin ist. Auf der Homepage der Band distanzieren sich die Mitglieder allerdings von den Vorwürfen der Drogenverherrlichung. 

„Vielmehr verfolgt die Band mit dem Namen einen esoterischen Ansatz, der sich besonders im Album ‚anderswelt‘ widerspiegelt.“

Die erste Veröffentlichung – noch als Soloprojekt – war im Jahr der Gründung die Single Unholy. Im darauffolgenden Jahr 1993 erschien dann das Debütalbum Malleus Maleficarum. Hofmanns Schwester Silke sowie der gebürtige Pole Waldemar Janusz Zaremba ergänzten dabei das Projekt zu einem Trio, welches bis zum heutigen Stand in dieser Form besteht. Mit den Liedern Kissed by God, Fallen Angel und Victim of Love gelangen Engelsstaub einige Clubhits in der Gothic-Kultur.
Wie einige andere Bands des Genres (z. B. Love Is Colder Than Death) entwickelten sich Engelsstaub im Laufe der Zeit in eine weit weniger düstere musikalische Richtung. Dominierten auf dem Debütalbum Malleus Maleficarum noch Gitarren, kalte Rhythmen und (Sprech-)Gesänge, so fanden sich spätestens auf dem Studioalbum Anderswelt viele Elemente aus der Neoklassik und dem Neofolk wieder, vergleichbar mit Dead Can Dance.
Mit dem Album nachtwärts veröffentlichte Engelsstaub 2011 erstmals nach zwölf Jahren wieder ein Studioalbum.

## Diskografie
- 1992: Unholy (Single, nur auf Vinyl erschienen)
- 1993: Malleus Maleficarum (Album, Neuauflage 2008)
- 1994: Ignis Fatuus: Irrlichter (Album, Neuauflage 2009)
- 1995: In Amoris Mortisque (mit Ataraxia, Album, nur auf Vinyl erschienen)
- 1997: Unholy (Kompilation-EP)
- 1999: Anderswelt (Album)
- 2002: Akashic Recordings (Kompilation)
- 2011: nachtwärts (Album)
- 2015: The 4 Horsemen of the Apocalypse (Mini-Album)
- 2019: Mater Mortis